# Keresztény egyházi naptár
A keresztény egyházi naptár az adott év egyházi ünnepeit tartalmazza. Az ünnepek napjait a Gergely-naptárba illesztve adják meg. Ezek az ünnepek vagy minden évben azonos naptári napra esnek (állandó ünnepek), vagy évről évre más-más napon kerülnek megünneplésre (mozgó ünnepek).

## Kialakulása
A keresztény egyházi ünnepek részben az időjárás, illetve a mezőgazdasági munka meghatározó munkafázisaihoz igazodó ünnepekből nőttek ki, részben már a keresztény vallás kialakulása előtt más vallási rendszerekben (zsidóknál, a Római Birodalomban stb.) is léteztek és átvételre kerültek a keresztény naptárba. Az egyházak tudatosan alakították át a régebbi ünnepeket keresztény ünnepekké. Ilyenek a napfordulóhoz köthető ünnepek, mint a karácsony és a Szent István nap. Ezekhez az ünnepekhez csatlakoztak később azok az emlékünnepek, amelyek a magyar és az európai parasztság szokásaiból alakultak ki, mint többek között a Luca nap.
A magyar nép kereszténység előtti naptári ünnepeiről keveset tudunk. Valószínűleg – akárcsak a rokon népek – holdhónapokban figyelték az idő múlását. A kereszténység felvétele után a római egyház által használt naptárat vették át, majd a 16. században a magyarok is áttértek a Gergely-naptárra.
A 19-20. században tájanként és felekezetenként is jelentős eltéréseket találunk a naptári ünnepekben. A római katolikusok lakta településeken több a vallásos naptári ünnep, mint a protestáns vidékeken, bár a protestánsok is a régi római katolikus ünnepekhez fűzték vallási szokásaik és később emléknapjaik jó részét. A már említett Luca nap vagy a Szent György nap mindkét területen a boszorkányok és egyéb rontó lények létezésében és tevékenységében való hit. Egyes ünnepekhez külön étrend, vagy speciális tevékenység is tartozik, munkatilalmak, vagy mágikus eljárások.

## Szentek
Jelentős az egyházi ünnepek között a szentek ünnepeinek száma. Azok a jeles napok, amelyeken a római katolikus egyház valamely szent emlékét ünnepli. Az egyház szentjei mindnyájan kapnak a naptár valamelyik napján helyet, de nem mindegyik szent névnapja volt parancsolt ünnep. A szentek tiszteletét, a szentek ünnepeinek megülését az egyház főleg papjainak prédikációi révén szorgalmazta. A prédikációkban igen gyakran szerepeltek a szentek nevéhez fűződő csodás legendák, amelyek a népi hitvilágot is megtermékenyítették. Így kapcsolódott egyik-másik szent napjához valamely munka megkezdése vagy bevégzése.

## Összkeresztény ünnepnapok

### Állandó ünnepek
| Dátum           | Ünnep      |
| --------------- | ---------- |
| december 24.    | Szenteste  |
| december 25-26. | Karácsony  |
| január 6.       | Vízkereszt |

Egyes egyházak – pl. a görögkeletiek (ortodoxok) és pl. az ukrajnai görögkatolikusok a julianusi naptárt használják, és ezért (a civil – gregorián – naptár szerint) január elején ünneplik a karácsonyt.
Hasonló okból lehet több hét eltérés a húsvét időpontja között is.

### Mozgó ünnepek
| Ünnep                                      |
| ------------------------------------------ |
| Hamvazószerda                              |
| Virágvasárnap                              |
| Nagycsütörtök                              |
| Nagypéntek                                 |
| Nagyszombat                                |
| Húsvét                                     |
| Krisztus mennybemenetele (áldozócsütörtök) |
| Pünkösd                                    |
| Szentháromság ünnepe (vasárnapja)          |

### Előkészületi időszakok (a gregorián naptár szerint számolva)
| Előkészületi időszak |
| -------------------- |
| Advent               |
| Nagyböjt             |

## Szűz Mária ünnepei
A katolikus egyház hívei a lenti dátumokhoz csatolt ünnepeken túl minden évben két teljes hónapot (a májust és az októbert) szentelnek a Boldogságos Szent Szűznek, ami a napi imáikban és ájtatosságaikban jelenik meg. A liturgiában (szentmise és zsolozsma) minden szombatot Szűz Mária szombatjaként ünnepel az egyház, természetesen választható módon.
| Dátum          | Ünnep                                                                                                  |
| -------------- | --- |
| Január 1.      | Szűz Mária Isten Anyja (parancsolt ünnep)                                                              |
| Február 2.     | Gyertyaszentelő Boldogasszony (Urunk bemutatása a templomban)                                          |
| Március 25.    | Gyümölcsoltó Boldogasszony (Urunk születésének hírüladása – az ünnep húsvét napjától függően mozoghat) |
| Július 2.      | Sarlós Boldogasszony (Szűz Mária látogatása Erzsébetnél)                                               |
| Július 16.     | Kármelhegyi Boldogasszony                                                                              |
| Augusztus 5.   | Havas Boldogasszony                                                                                    |
| Augusztus 15.  | Nagyboldogasszony (Szűz Mária mennybevétele – parancsolt ünnep)                                        |
| Szeptember 8.  | Kisboldogasszony (Szűz Mária születése)                                                                |
| Szeptember 12. | Szűz Mária szent neve                                                                                  |
| Szeptember 15. | Fájdalmas Szűzanya                                                                                     |
| Október 7.     | Rózsafüzér királynője                                                                                  |
| Október 8.     | Magyarok Nagyasszonya (Magyarország Főpatrónája)                                                       |
| December 8.    | Szűz Mária szeplőtelen fogantatása                                                                     |

## Angyalok ünnepei
| Dátum       | Ünnep             |
| ----------- | ----------------- |
| március 24. | Gábriel arkangyal |

## Szentek ünnepei
| Dátum          | Ünnep                                      |
| -------------- | ------------------------------------------ |
| január 2.      | Nagy Szent Vazul és Nazianzi Szent Gergely |
| január 15.     | Remete Szent Pál                           |
| január 17.     | Nagy Szent Antal                           |
| január 20.     | Szent Sebestyén                            |
| január 21.     | Szent Ágnes                                |
| január 22.     | Zaragozai Szent Vince                      |
| január 24.     | Szalézi Szent Ferenc                       |
| január 25.     | Szent Pál apostol megtérése                |
| január 28.     | Aquinói Szent Tamás                        |
| január 31.     | Bosco Szent János                          |
| február 3.     | Szent Balázs                               |
| február 5.     | Szent Ágota                                |
| február 10.    | Szent Skolasztika                          |
| február 14.    | Szent Bálint                               |
| február 21.    | Damiani Szent Péter                        |
| február 22.    | Szent Péter székfoglalása                  |
| március 17.    | Szent Patrik                               |
| március 26.    | Szent István vértanú                       |
| május 25.      | Szent Orbán                                |
| május 26.      | Néri Szent Fülöp                           |
| június 8.      | Szent Medárd                               |
| június 13.     | Páduai Szent Antal                         |
| június 24.     | Keresztelő Szent János                     |
| június 29.     | Szent Péter és Szent Pál (Péter-Pál napja) |
| június 30.     | A keresztény vértanúk emléknapja           |
| július 11.     | Szent Benedek                              |
| szeptember 29. | Szent Mihály                               |
| október 4.     | Assisi Szent Ferenc                        |
| október 11.    | Szent XXIII. János pápa                    |
| november 11.   | Szent Márton                               |
| december 6.    | Szent Miklós püspök („Mikulás”)            |
| december 26.   | Szent István vértanú                       |
| december 28.   | aprószentek napja                          |
| december 29.   | Canterburyi Szent Tamás                    |

## Római katolikus főünnepek és ünnepek
Az összkeresztény főünnepeken felül.

### Állandó ünnepek
| Dátum         | Ünnep                                                                  |
| ------------- | ---------------------------------------------------------------------- |
| január 1.     | Szűz Mária, Isten anyja (főünnep)                                      |
| február 2.    | Gyertyaszentelő Boldogasszony                                          |
| február 11.   | Lourdes-i Szűz Mária                                                   |
| március 19.   | Szent József, Szűz Mária jegyese (főünnep)                             |
| március 25.   | Gyümölcsoltó Boldogasszony (főünnep)                                   |
| május 1.      | József, a munkás                                                       |
| május 31.     | Látogatás                                                              |
| június 24.    | Keresztelő Szent János (főünnep)                                       |
| június 29.    | Péter és Pál apostolok (főünnep)                                       |
| július 2.     | Sarlós Boldogasszony                                                   |
| augusztus 6.  | Jézus Krisztus színeváltozása                                          |
| augusztus 15. | Nagyboldogasszony (főünnep) · a Lorettói Boldogságos Szűz Mária ünnepe |
| szeptember 8. | Kisboldogasszony (Szűz Mária születésnapja)                            |
| november 1.   | Mindenszentek (főünnep)                                                |
| november 2.   | Halottak napja                                                         |
| december 8.   | Szűz Mária szeplőtelen fogantatása (főünnep)                           |

Magyar katolikus ünnepek:

| Dátum         | Ünnep                               |
| ------------- | ----------------------------------- |
| január 18.    | Árpád-házi Szent Margit             |
| május 30.     | a Szent Jobb megtalálásának ünnepe  |
| június 27.    | Szent László napja                  |
| augusztus 20. | Szent István király (főünnep)       |
| október 8.    | Magyarok Nagyasszonya (főünnep)     |
| november 5.   | Szent Imre ünnepe                   |
| november 13.  | A magyar szentek és boldogok ünnepe |

Néhány szent ünnepnapja/emléknapja:

| Dátum        | Ünnep                                      |
| ------------ | ------------------------------------------ |
| január 2.    | Nagy Szent Vazul és Nazianzi Szent Gergely |
| január 15.   | Remete Szent Pál                           |
| január 17.   | Nagy Szent Antal                           |
| január 20.   | Szent Sebestyén                            |
| január 21.   | Szent Ágnes                                |
| január 22.   | Szent Vince                                |
| január 24.   | Szalézi Szent Ferenc                       |
| január 25.   | Szent Pál apostol megtérése                |
| január 28.   | Aquinói Szent Tamás                        |
| január 31.   | Bosco Szent János                          |
| február 3.   | Szent Balázs                               |
| február 5.   | Szent Ágota                                |
| február 10.  | Szent Skolasztika                          |
| február 14.  | Szent Bálint                               |
| február 21.  | Damiani Szent Péter                        |
| február 22.  | Szent Péter székfoglalása                  |
| március 17.  | Szent Patrik                               |
| március 26.  | Szent István vértanú                       |
| május 25.    | Szent Orbán                                |
| június 8.    | Szent Medárd                               |
| június 13.   | Páduai Szent Antal                         |
| június 24.   | Keresztelő Szent János (Szent Iván)        |
| június 29.   | Szent Péter és Szent Pál (Péter-Pál napja) |
| június 30.   | A keresztény vértanúk emléknapja           |
| július 11.   | Szent Benedek                              |
| október 4.   | Assisi Szent Ferenc                        |
| október 11.  | Szent XXIII. János pápa                    |
| november 11. | Szent Márton                               |
| december 6.  | Szent Miklós püspök („Mikulás”)            |
| december 26. | Szent István vértanú                       |
| december 28. | aprószentek napja                          |
| december 29. | Canterburyi Szent Tamás                    |

### Mozgó ünnepek
A húsvéthoz kapcsolódó mozgó ünnepek:

| Ünnep                                    | Időpont a húsvéthoz képest (nap) | nap       | 2019-ben    | 2020-ban    |
| ---------------------------------------- | -------------------------------- | --------- | ----------- | ----------- |
| Húshagyókedd                             | -47                              | kedd      | március 5.  | február 25. |
| Nagyböjt 1. vasárnapja                   | -42                              | vasárnap  | március 10. | március 1.  |
| Fehérvasárnap                            | 7                                | vasárnap  | április 28. | április 19. |
| A papi hivatások világnapja (Jó Pásztor) | 28                               | vasárnap  | május 19.   | május 10.   |
| A katolikus tömegtájékoztatás napja      | 42                               | vasárnap  | június 2.   | május 24.   |
| Mária az egyház anyja (pünkösdhétfő)     | 50                               | hétfő     | június 10.  | június 1.   |
| Úrnapja (csütörtök)                      | 60                               | csütörtök | június 20.  | június 11.  |
| Úrnapja (főünnep)                        | 63                               | vasárnap  | június 23.  | június 14.  |
| Jézus Szent Szíve (főünnep)              | 68                               | péntek    | június 28.  | június 19.  |

A karácsonyhoz kapcsolódó mozgó ünnepek:

| Ünnep                      | Időpont a karácsonyhoz képest (vasárnap) | 2019-ben     | 2020-ban     |
| -------------------------- | ---------------------------------------- | ------------ | ------------ |
| Urunk megkeresztelkedése   | 2 vagy 3                                 | január 13.   | január 12.   |
| Krisztus Király vasárnapja | -5                                       | november 24. | november 22. |
| A Szent Család ünnepe      | 1                                        | december 29. | december 27. |

### Parancsolt ünnepek
Részletesebben lásd: Parancsolt ünnep

## Református ünnepek
Az összkeresztény ünnepeken felül.
A reformátusok megünneplik a következő ünnepeket a fentiek közül: advent, karácsony, nagyböjt, virágvasárnap, nagycsütörtök, nagypéntek, húsvét, mennybemenetel, pünkösd. Ezeken kívül ünneplik az alábbi hármat:
| Dátum                       | Ünnep               | Megjegyzés                                                 |
| --------------------------- | ------------------- | ---------------------------------------------------------- |
| augusztus utolsó vasárnapja | Az új kenyér ünnepe | A református gyülekezetek általában Úrvacsorával ünneplik. |
| október utolsó vasárnapja   | Az új bor ünnepe    | A református gyülekezetek általában Úrvacsorával ünneplik. |
| október 31.                 | A Reformáció napja  | A protestestáns egyházak hivatalos ünnepe.                 |

## Evangélikus ünnepek
Az összkeresztény ünnepeken felül.
| Dátum       | Ünnep              | Megjegyzés                                                |
| ----------- | ------------------ | --------------------------------------------------------- |
| október 31. | a Reformáció napja | a reformátusok és az evangélikusok közös hivatalos ünnepe |
| november 2. | Halottak napja     |                                                           |

## Görögkatolikus ünnepek

### Állandó ünnepek
| Dátum                            | Ünnep                                                                                           | Megjegyzés                                  |  |
| -------------------------------- | ----------------------------------------------------------------------------------------------- | ------------------------------------------- |  |
| január 1.                        | Jézus körülmetélése. Nagy Szent Vazul (Bazil) főpap.                                            |                                             |  |
| január 6.                        | Jézus Krisztus megkeresztelése. Vízkereszt (vízszentelés)                                       |                                             |  |
| január 30.                       | Három szent főpap: Aranyszájú Szent János, Nagy Szent Bazil, Nazianzi Szent Gergely egyházatyák |                                             |  |
| február 2.                       | Jézus találkozása Simeonnal. Gyertyaszentelő Boldogasszony                                      |                                             |  |
| március 25.                      | Szűz Mária örömhírvétele. Gyümölcsoltó Boldogasszony                                            |                                             |  |
| április 23.                      | Szent György nagyvértanú                                                                        |                                             |  |
| június 24.                       | Keresztelő Szent János születése                                                                |                                             |  |
| június 29.                       | Szent Péter és Szent Pál főapostolok                                                            |                                             |  |
| július 13-19. közötti vasárnap   | Az első hat egyetemes zsinat atyáinak emlékezete                                                |                                             |  |
| július 20.                       | Szent Illés próféta                                                                             |                                             |  |
| augusztus 6.                     | Jézus Krisztus színeváltozása                                                                   |                                             |  |
| augusztus 15.                    | Szűz Mária elhunyta és mennybevitele (Nagyboldogasszony)                                        |                                             |  |
| augusztus 20.                    | I. István (Szent István) király                                                                 |                                             |  |
| augusztus 29.                    | Keresztelő Szent János fejvétele                                                                |                                             |  |
| szeptember 1.                    | Egyházi újév (Indiktion)                                                                        |                                             |  |
| szeptember 8.                    | Szűz Mária születése. Kisboldogasszony                                                          |                                             |  |
| szeptember 14.                   | A Szent Kereszt felmagasztalása                                                                 |                                             |  |
| október 1.                       | Az Istenszülő Szűz Mária oltalma                                                                |                                             |  |
| október 11-17. közötti vasárnap  | A hetedik egyetemes zsinat atyáinak emlékezete                                                  |                                             |  |
| november 1.                      | Mindenszentek                                                                                   | Római katolikus hatásra átvett időpont      |  |
| november 2.                      | Halottak napja                                                                                  | Római katolikus hatásra átvett időpont      |  |
| november 8.                      | Szent Mihály és Gábriel arkangyal ünnepe                                                        |                                             |  |
| november 15.                     | Karácsony előtti 40 napos böjt kezdete                                                          |                                             |  |
| november 21.                     | Szűz Mária templomba vezetése                                                                   |                                             |  |
| december 6.                      | Csodatévő Szent Miklós myrai püspök                                                             |                                             |  |
| december 8.                      | Szűz Mária szeplőtelen fogantatása                                                              |                                             |  |
| december 11-17. közötti vasárnap | A pátriárkák (ősatyák) vasárnapja                                                               | (lásd még: pátriárka, jelenlegi pátriárkák) |  |
| december 18-24. közötti vasárnap | Az ószövetségi pátriárkák (szentatyák) vasárnapja                                               | (lásd még: pátriárka, Ábrahám)              |  |
| december 24.                     | Karácsony előestéje                                                                             |                                             |  |
| december 25.                     | Karácsony                                                                                       |                                             |  |
| december 26.                     | Szűz Mária Istenanyaságának ünnepe                                                              |                                             |  |
| december 27.                     | Szent István diakónus, az első vértanú                                                          |                                             |  |
| december 26-31. közötti vasárnap | Az Úr Jézus rokonainak emlékünnepe                                                              |                                             |  |

### Mozgó ünnepek
- Húsvét előtti 10. vasárnap – A vámosról és a farizeusról elnevezett vasárnap
- Húsvét előtti 9. vasárnap – A tékozló fiúról elnevezett vasárnap
- Húsvét előtti 8. vasárnap – Húshagyó vasárnap
- Húsvét előtti 7. vasárnap – Vajhagyó vasárnap
- Vajhagyó vasárnapot követő hétfő (Tiszta hétfő) – Az Előszentelt Adományok Liturgiájának kezdete (Nagyböjt kezdete)
- Húsvét előtti 6. vasárnap – Nagyböjt első vasárnapja
- Húsvét előtti 5. vasárnap – Nagyböjt második vasárnapja
- Húsvét előtti 4. vasárnap – Nagyböjt harmadik vasárnapja (Kereszthódolás vasárnapja)
- Húsvét előtti 3. vasárnap – Nagyböjt negyedik vasárnapja
- Nagyböjt ötödik szerdája – Krétai Szent András bűnbánati nagykánonja
- Húsvét előtti 2. vasárnap – Nagyböjt ötödik vasárnapja
- Nagyböjt hatodik szombatja – Lázár feltámasztásának ünnepe
- Húsvét előtti vasárnap – Virágvasárnap
- Húsvét előtti csütörtök – Nagycsütörtök – A Pászka szereztetése
- Húsvét előtti péntek – Nagypéntek – Urunk kereszthalála
- Húsvét előtti szombat – Nagyszombat – Húsvét előestéje
- Húsvét vasárnapja – Urunk föltámadása
- Húsvét utáni első vasárnap – Tamás apostol vasárnapja
- Húsvét utáni második vasárnap – A kenethozó asszonyok vasárnapja
- Húsvét utáni harmadik vasárnap – Az inaszakadt betegről elnevezett vasárnap
- Húsvét utáni negyedik szerda – A húsvéti Szent Ötvened közepe
- Húsvét utáni negyedik vasárnap – A szamáriai asszony vasárnapja
- Húsvét utáni ötödik vasárnap – A vakon születettről elnevezett vasárnap
- Húsvét utáni hatodik csütörtök – Urunk mennybemenetele (Áldozócsütörtök)
- Húsvét utáni hatodik vasárnap – Az első nikaiai zsinat atyáinak ünnepe
- Húsvét utáni hetedik vasárnap – Pünkösd vasárnapja
- Pünkösd utáni hétfő – A Szentháromság Ünnepe
- Pünkösd utáni első vasárnap – Mindenszentek vasárnapja

## Ortodox és más keleti keresztény egyházak ünnepei
- Karácsony: Egyes keleti keresztény egyházakban a nyugati keresztény egyházakhoz hasonlóan december 25-én tartják. (Az ortodox egyházak közül a görög, bolgár és román, az antikhalkedóni egyházak közül pedig a szír, asszír és indiai egyházak.) A többi ortodox és antikhalkedóni egyház (szerb, macedón, ukrán, orosz és grúz ortodox egyházak, valamint kopt, etióp és eritreai egyházak) január 7-én tartja az ünnepet. Az örmény keresztények egy harmadik dátumon, január 6-án ünneplik a karácsonyt.